# 안나 Q. 닐슨

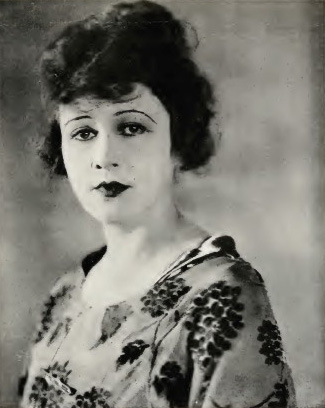

안나 Q. 닐슨(Anna Quirentia Nilsson, 1888년 3월 30일 ~ 1974년 2월 11일)는 스웨덴의 배우, 영화배우, 모델, 댄서, 무대 연출가, 무대 디자이너이다.
위스타드에서 태어났다.

## 영화
- 용감한 페이건 (1952년)
- 그라운드 포 매리지 (1951년)
- 쇼 보트 (1951년)
- 선셋 대로 (1950년)
- 즐거운 여름 (1949년)
- 아담의 갈빗대 (1949년)
- 농부의 딸 (1947년)
- 밸리 오브 디씨전 (1945년)
- 영웅의 여자 (1942년)
- 더 월드 체인지 (1933년) - 미시즈 피터슨 역
- 소렐과 아들 (1927년)
- 무인지대 (1918년)